# FarmaPension
Farmapension A/S er et administrationsselskab. Administrationsselskabet FarmaPension, der tidligere hed Medlemspension, er et administrationsselskab for Pensionskassen for Farmakonomer. Indtil 2015 for følgende 2 selvstændige pensionskasser:
- Pensionskassen for Farmakonomer
- Pensionskassen for Apotekere og Farmaceuter (indtil 2015[1])

Pensionskassen administrerer og leverer pensionsydelser til dens medlemmer. Derudover råder den over forskellige ejendomme og sommerhuse, som udlejes til medlemmerne. 

## Pensionskassen for Farmakonomer
Pensionskassen for Farmakonomer (engelsk: The Danish Pension Fund for Pharmaconomists) blev stiftet i 1965 og har 7.289 medlemmer(ultimo 2011), hvoraf størstedelen er apoteksansatte farmakonomer (lægemiddelkyndige).

## Pensionskassen for Apotekere og Farmaceuter
Pensionskassen for Apotekere og Farmaceuter blev stiftet i 1972 og har 1.970 medlemmer(ultimo 2011), hvoraf størstedelen er apoteksansatte apotekere og farmaceuter. I 2015 har den overdraget sin bestand til PFA Pension.

## Eksterne kilder, links og henvisninger
1. 1 2  "PFA overtager apotekere og farmaceuter | Berlingske Business". Arkiveret fra originalen 3. marts 2018. Hentet 15. maj 2017.

- Hjemmesiden for Farmapension (Webside ikke længere tilgængelig)
- Hjemmesiden for Pensionskassen for Farmakonomer Arkiveret 23. november 2007 hos  Wayback Machine
- Hjemmesiden for Pensionskassen for Apotekere og Farmaceuter Arkiveret 31. oktober 2007 hos  Wayback Machine
- Hjemmesiden for Pensionskassen for Værkstedsfunktionærer i Jernet Arkiveret 3. februar 2008 hos  Wayback Machine
- PFA-alliance frigiver 500 mio. kr. til PVJ’s pensionister   (Webside ikke længere tilgængelig)